# Musik- och teaterbiblioteket
Musik- och teaterbiblioteket är ett svenskt arkiv och specialbibliotek i Stockholm för musik- och teaterhistoria, och sedan 2011 en del av den statliga myndigheten Statens musikverk. 
Biblioteket har stora samlingar av noter i alla besättningar och genrer, och även litteratur, tidskrifter och filmer om musik och teater; tillsammans närmare 500 000 böcker och skrifter, samt ger också ut egna publikationer.  Här finns rika samlingar av brev, äldre tryck (1600–1800-tal) och handskrifter, bland annat flertalet betydande svenska tonsättares originalmanuskript och kungliga Bernadotte-samlingarna inom området. Biblioteket är sedan 2021 inrymt på Tegeluddsvägen 100 i Stockholm, tillsammans med Svenskt visarkiv och Caprice Music.

## Historik
Biblioteket är ett av världens äldsta och största specialbibliotek inom området och grundades 1771 som en del av Kungliga Musikaliska Akademien, men blev sedermera självständigt och bytte 1996 namn till Statens musikbibliotek. 2010 slogs musikbibliotekets samlingar ihop med samlingarna från Sveriges Teatermuseums bibliotek, med manuskript, affischer med mera ur svensk teaterhistoria. 

## Dokumenterat
Dokumenterat : bulletin från Musik- och teaterbiblioteket är en elektronisk tidskrift som ges ut av Musik- och teaterbiblioteket. Den håller fokus på bibliotekets arbete med arkiv och dokumentation. Presentationer av enskilda arkiv och samlingar och bibliografier varvas med förteckningar över källmaterial i svenska arkiv, bibliotek och museer. Dessutom förekommer mer allmänt hållna artiklar om musik, teater och dans.
Dokumenterat är en fortsättning på den tryckta tidskriften Bulletin som utgavs av Svenskt musikhistoriskt arkiv med motsvarande innehåll.